# Magnia Urbica
 Magnia Urbica, född okänt år, död okänt år, var en romersk kejsarinna, gift med kejsar Carinus.
Hon mottog titlarna Augusta, och Mater castrorum et senatus et patriae ("Barackens, Senatens och Rikets moder").